# Bajrakitiyabha
Công chúa Bajrakitiyabha Narendira Debyavati (tiếng Thái: พัชรกิติยาภา นเรนทิราเทพยวดี 7 tháng 12 năm 1978 -), hay còn gọi là Công chúa Pa hoặc Patty, là nhà ngoại giao và công chúa Thái Lan. Cô là người cháu đầu tiên của Vua Bhumibol và Hoàng hậu Sirikit, và là con của Vua Maha Vajiralongkorn với người vợ đầu là Vương phi Soamsawali.

## Cuộc đời và sự nghiệp
Công chúa Bajrakitiyabha sinh ngày 7 tháng 12 năm 1978 Tại Khu dân cư Amphorn Sathan, Cung điện Dusit, tại Băng Cốc, Thái Lan. Cô là con cả và con gái đầu lòng của Vajiralongkorn và người vợ đầu của anh ấy Công chúa Soamsawali, Cô học tiểu học ở trường nữ Rajini và sang Anh học cấp 2 tại Trường Healthfield ở Ascot,và học cấp tại 3 Chitralada.
Công chúa Bajrakitiyabha tốt nghiệp Cử nhân luật tại Đại học Thammasat, và Cử nhân Nghệ thuật bằng cấp Quan hệ quốc tế từ Đại học Sukhothai Thammasat năm 2000. Sau đó, năm 2002 cô tốt nghiệp Thạc sĩ Luật tại Đại học Cornell năm 2002 rồi Tiến sĩ khoa học pháp lý.cũng tại Cornell vào năm 2005.
Vào ngày 12 tháng 5 năm 2012, Công chúa đã được trao bằng Tiến sĩ danh dự ngành luật bởi trường Cao đẳng luật Chicago-Kent. Sau đóm cô là thành viên Phái đoàn thường trực của Thái Lan tại Liên Hợp Quốc, ở New York. Tháng 9 năm 2006, bà được bổ nhiệm làm Luật sư tại Văn phòng Tổng chưởng lý ở Bangkok, và hiện được bổ nhiệm vào Văn phòng Tổng chưởng lý tỉnh Udon Thani.
Công chúa có công trong việc thúc đẩy chính phủ Thái Lan đệ trình nghị quyết lên Ủy ban Phòng chống Tội phạm và Tư pháp Hình sự, một cơ quan trực thuộc của Hội đồng Kinh tế và Xã hội Liên Hợp Quốc. Tại đây, cô trình bày chi tiết tính dễ bị tổn thương của phụ nữ khi bị giam giữ trong một hệ thống được xây dựng chủ yếu dành cho nam giới. Những nỗ lực của cô khiến Liên hợp quốc thông qua "Quy tắc Bangkok", là bộ hướng dẫn phổ quát đầu tiên đề cập đến việc đối xử với phụ nữ trong hệ thống tư pháp.
Bajrakitiyabha điều hành dự án "Kamlangjai" (nghĩa là "Truyền cảm hứng"), là dự án tiếp cận những phụ nữ Thái Lan bị giam giữ, bao gồm cả tù nhân mang thai và con của họ, và đảm bảo rằng họ được hỗ trợ đầy đủ để họ chuẩn bị hòa nhập xã hội sau khi được thả. Cô cũng thực hiện  "Cải thiện cuộc sống của nữ tù nhân" (ELFI), một dự án đề xuất các quy tắc mới về đối xử với tù nhân nữ và các biện pháp không giam giữ đối với phạm nhân nữ như một phần bổ sung cho Quy tắc tối thiểu tiêu chuẩn năm 1955 về đối xử với tù nhân. Từ năm 2012 đến năm 2014, cô là đại sứ Thái Lan tại Áo, cho đến khi cô đảm nhận vị trí tại Văn phòng Bộ trưởng Tư pháp.

## Tiêu đề, Danh dự và biểu tượng

### Tiêu đề
- 7 tháng 12 năm 1978 – 5 tháng 5 năm 2019: Điện hạ hoàng gia Công chúa Bajrakitiyabha
  - (tiếng Thái: พระเจ้าหลานเธอ พระองค์เจ้าพัชรกิติยาภา; Phra Chao Lan Thoe Phra Ong Chao Bajrakitiyabha)
- 5 tháng 5 năm 2019 – 27 tháng 7 năm 2019: Điện hạ hoàng gia Công chúa Bajrakitiyabha Narendira Debyavati
  - (tiếng Thái: สมเด็จพระเจ้าลูกเธอ เจ้าฟ้าพัชรกิติยาภา นเรนทิราเทพยวดี; Somdet Phra Chao Luk Thoe Chao Fa Bajrakitiyabha)
- 28 tháng 7 năm 2019 – Nay: Điện hạ hoàng gia Công chúa Bajrakitiyabha Narendira Debyavati, Công chúa Rajasarinisiribajra
  - (tiếng Thái: สมเด็จพระเจ้าลูกเธอ เจ้าฟ้าพัชรกิติยาภา นเรนทิราเทพยวดี กรมหลวงราชสาริณีสิริพัชร มหาวัชรราชธิดา; Somdet Phra Chao Luk Thoe Chao Fa Bajrakitiyabha Narendira Debyavati Kromma Luang Rajasarinisiribajra Mahavajra Rajadhida)

### Đồ trang trí hoàng gia
- Thái Lan: Bà của Huân chương Hoàng gia Chakri
- Thái Lan: Bà của Huân chương chín viên đá quý[9]
- Thái Lan: Sát thương Thập giá lớn của Huân chương Chula Chom Klao [10][11][12][13]
- Thái Lan: Sát thương Đại huy chương của Huân chương voi trắng[14]
- Thái Lan: Sát thương Đại huy chương của Huân chương Vương miện Thái[15]
- Thái Lan: Sát thương Thập giá lớn của Huân chương Direkgunabhorn[16]
- Thái Lan: Vua Bhumibol Rama IX Huy chương Hoàng gia mật mã (Lớp đầu tiên)[17]
- Thái Lan: Vua Vajiralongkorn Rama X Huy chương Hoàng gia mật mã (Lớp đầu tiên)
- Thái Lan: Người nhận Kỷ niệm Huy chương trên Dịp của Đăng quang của Uy nghi của anh ấy Vua Vajiralongkorn

### Danh dự nước ngoài
- Áo: Trang trí lớn về danh dự cho các dịch vụ cho Cộng hòa Áo trong Vàng với dây đai (7 tháng 10 năm 2014)[18][19]

Biểu tượng

Cờ hoàng gia